# Un regard sur le passé
Pour plus de détails, voir Fiche technique et Distribution.
Un regard sur le passé (Mending Fences) est un téléfilm américain réalisé par Stephen Bridgewater, diffusé le 18 juillet 2009 sur Hallmark Channel.

## Synopsis
Évincée de la présentation du journal télévisé, Kelly, journaliste star à CNN Los Angeles, démissionne. Peu après, Walt, son amour d'enfance, l'avertit de la mauvaise santé de sa mère Ruth et des difficultés à conserver le ranch familial. Malgré des années d'absence, Kelly part avec sa fille dans le Nevada avec l'espoir d'améliorer la situation…

## Fiche technique
- Titre original : Mending Fences
- Réalisation : Stephen Bridgewater
- Scénario : Donald Martin et Mitchell Gabourie
- Photographie : Dane Peterson
- Pays : États-Unis
- Durée : 100 minutes

## Distribution
- Laura Leighton : Kelly Faraday
- Angie Dickinson (VF : Béatrice Delfe) : Ruth Hanson
- Peter Jason (VF : Benoît Allemane) : Hank Bentley
- Shanley Caswell (VF : Audrey Sablé) : Kamilla Faraday
- David Lee Smith : Walt
- Ryan Kelley : Chuck Bentley
- Pat Crawford Brown : County Clerk
- David Lee Smith : Walt Mitchell
- Joel Murray (VF : Guy Chapellier) : Sam Bridgewater
- Roark Critchlow : Robert
- Jeff Kober : Jack Norris Jr.